# Jorge Sampaio
Jorge Fernando Branco de Sampaio, (phát âm tiếng Bồ Đào Nha: [ˈʒɔɾʒ(ɨ) sɐ̃ˈpaju] ⓘ) (18 tháng 9 năm 1939 - 10 tháng 9 năm 2021) là chính trị gia và luật sư người Bồ Đào Nha, giữ chức Tổng thống thứ 18 của Bồ Đào Nha từ năm 1996 đến năm 2006.